# Offene Zweierbeziehung
Die Komödie Offene Zweierbeziehung (Coppia aperta, quasi spalancata) von Dario Fo und Franca Rame, die zu der literarischen Gattung der Tragikomödie gehört, spielt in Italien und wurde im November 1983 uraufgeführt.

## Handlung
Die Farce, welche das Eheleben darstellt, wird retrospektiv von Antonia, der Ehefrau, erzählt und wird eingeleitet mit der Szene, in der sich Antonia, auf Grund des Fremdgehens ihres Mannes, wiederholt umbringen will. Am Anfang des Stückes überredet der Mann Antonia zu einer offenen Zweierbeziehung, die zunächst nur zu seiner Seite hin geöffnet ist. Die Frau versucht zuerst diese Art der Beziehung zu akzeptieren und bleibt in der Rolle der lieben Mutter und Ehefrau. Da sie jedoch nicht damit umgehen kann, darunter leidet und eifersüchtig ist, verändert sie sich und setzt sich neue Ziele. Das widerspricht den Vorstellungen des Mannes von einer offenen Zweierbeziehung, woraufhin er sich das Leben nimmt.